# Новопетрівська сільська рада (Великомихайлівський район)
Новопетрі́вська сільська́ ра́да — колишня адміністративно-територіальна одиниця та орган місцевого самоврядування в Великомихайлівському районі Одеської області. Адміністративний центр — село Новопетрівка.
Дата ліквідації — 27 листопада 2015 року. Населені пункти були підпорядковані Великомихайлівській селищній громаді.

## Загальні відомості
- Територія ради: 109,16 км²
- Населення ради: 2 132 особи (станом на 2001 рік)

## Населені пункти
Сільській раді були підпорядковані населені пункти:
- с. Новопетрівка
- с. Вакарське

## Населення
Згідно з переписом 1989 року населення села становило 2022 особи, з яких 898 чоловіків та 1124 жінки.
За переписом населення 2001 року в селі мешкали 2124 особи.

### Мова
Розподіл населення за рідною мовою за даними перепису 2001 року:
| Мова       | Відсоток |
| ---------- | -------- |
| українська | 94,89 %  |
| російська  | 3,66 %   |
| молдовська | 1,03 %   |
| болгарська | 0,23 %   |
| вірменська | 0,09 %   |
| гагаузька  | 0,09 %   |

## Склад ради
Рада складається з 18 депутатів та голови.
- Голова ради: Зарічук Валерій Олександрович
- Секретар ради: Скридоненко Ірина Олександрівна

### Керівний склад попередніх скликань
| Прізвище, ім'я, по батькові   | Основні відомості                                                         | Дата обрання | Дата звільнення |
| ----------------------------- | ------------------------------------------------------------------------- | ------------ | --------------- |
| Наливайченко Петро Іванович   | Сільський голова, 1944 року народження, член Комуністичної партії України | 26.03.2006   | 31.10.2010      |
| Зарічук Валерій Олександрович | Сільський голова, 1960 року народження, освіта вища                       | 31.10.2010   |                 |

Примітка: таблиця складена за даними сайту Верховної Ради України

### Депутати
За результатами місцевих виборів 2010 року депутатами ради стали:

#### За суб'єктами висування
| Суб'єкт висування | Кількість обраних депутатів | %    |
| ----------------- | --------------------------- | ---- |
| Самовисування     | 11                          | 61,1 |
| Партія регіонів   | 5                           | 27,8 |
| Народна партія    | 2                           | 11,1 |

#### За округами
| № округу        | Прізвище, ім'я, по батькові      | Дата визнання обраним | Освіта             | Партійна приналежність                  | Відомості про обраного депутата                                             |
| --------------- | -------------------------------- | --------------------- | ------------------ | --------------------------------------- | --------------------------------------------------------------------------- |
| Народна Партія  |                                  |                       |                    |                                         |                                                                             |
| 3               | Чумаченко Лариса Вікторівна      | 03.11.2010            | вища               | член Народної партії                    | Новопетрівська загальноосвітня школа, вчитель                               |
| 6               | Ровенко Алла Михайлівна          | 03.11.2010            | середня            | член Народної партії                    | приватний підприємець «Анастасія»                                           |
| Партія регіонів |                                  |                       |                    |                                         |                                                                             |
| 1               | Ващенко Тетяна Володимирівна     | 03.11.2010            | вища               | член Партії регіонів                    | Великомихайлівська санепідемстанція, ветеринарний лікар                     |
| 4               | Круглова Людмила Петрівна        | 03.11.2010            | вища               | член Партії регіонів                    | Великомихайлівська санепідемстанція, лікар                                  |
| 8               | Золотар Ольга Олексіївна         | 03.11.2010            | середня спеціальна | член Партії регіонів                    | Великомихайлівська санепідемстанція, помічник санітарного лікаря            |
| 13              | Кулик Ірина Миколаївна           | 03.11.2010            | вища               | член Партії регіонів                    | райфінвідділ, смт В-Михайлівка, бухгалтер                                   |
| 16              | Дикусар Ольга Іванівна           | 03.11.2010            | середня спеціальна | член Партії регіонів                    | тимчасово не працює                                                         |
| Самовисування   |                                  |                       |                    |                                         |                                                                             |
| 2               | Зарічук Людмила Миколаївна       | 03.11.2010            | середня спеціальна | позапартійна                            | Великомихайлівське бюро технічної інвентарізації, технік-інвентарізатор     |
| 5               | Скридоненко Ірина Олександрівна  | 03.11.2010            | вища               | позапартійна                            | Великомихайлівська РДА, головний спеціаліст організаційно-кадрового відділу |
| 7               | Зарічук Андрій Валерійовч        | 03.11.2010            | вища               | член Політичної партії «Сильна Україна» | Марківська загальноосвітня школа І-ІІ ст., вчитель                          |
| 9               | Кончіцький Олександр Аркадійович | 03.11.2010            | середня            | позапартійний                           | ВАТ «Ощадбанк», старший охоронник                                           |
| 10              | Маспанова Людмила Борисівна      | 03.11.2010            | вища               | член Політичної партії «Фронт Змін»     | Новопетрівська загальноосвітня школа І-ІІ ст., вчитель                      |
| 11              | Терещенко Валентина Павлівна     | 03.11.2010            | вища               | член Політичної партії «Фронт Змін»     | Новопетрівська загальноосвітня школа І-ІІ ст., вчитель                      |
| 12              | Ноджак Світлана Володимирівна    | 17.01.2011            | вища               | позапартійна                            | Відділення зв'язку Укртелеком, начальник відділу                            |
| 14              | Нікул Сергій Сергійович          | 03.11.2010            | середня            | позапартійний                           | тимчасово не працює                                                         |
| 15              | Лаврінова Валентина Данилівна    | 03.11.2010            | середня спеціальна | позапартійна                            | пенсіонер                                                                   |
| 17              | Марга Микола Павлович            | 17.01.2011            | середня спеціальна | член Партії регіонів                    | Новопетрівська сільська рада, землевпорядник                                |
| 18              | Тищенко Світлана Йосипівна       | 03.11.2010            | середня спеціальна | член Політичної партії «Фронт Змін»     | Новопетрівська загальноосвітня школа І-ІІ ст., вчитель-організатор          |